# Бастеми Айткожаулы
Бастеми Айткожаулы (1874, аул Кентубек — 1903) — исламский религиозный деятель, поэт, представитель творческой школы Абая.

## Биография
Бастеми Айткожаулы родился в 1874 году в ауле Кентубек ныне Майского района Павлодарской области. Он 7 лет учился в Бухаре, и возвратился на родину в 23 года.
В родном ауле Кентубек открыл мечеть и при ней построил медресе, где смогли одновременно заниматься 80 учащихся. Мечеть-медресе превратилась в просветительско-воспитательный центр.
Похоронен на большом кладбище в ауле Кентубек, рядом с родственником Баки Басарулы.
В 1990 потомками был поставлен памятник из мрамора.